# Постников Починок
Постников Починок (тат. Постников Пүчинкәсе) — посёлок в Кукморском районе Республики Татарстан, в составе Чарлинского сельского поселения.

## Географическое положение
Постников Починок находится в северной части Татарстана, на реке Консарка, в 32 км к юго-востоку от районного центра, города Кукмора.

## История
Посёлок был основан в 1875 году переселенцами из Кукмора.
Название посёлка произошло от слова «постник» (человек, тщательно соблюдающий пост) и ойконимического термина «починок».
По данным переписей, население посёлка увеличивалось со 141 человека в 1897 году до 207 человек в 1949 году. В последующие годы население посёлка постепенно уменьшалась и в 2017 году составило 10 человек.
Административно, до 1920 года посёлок относился к Мамадышскому уезду Казанской губернии, с 1920 года — к Мамадышскому кантону, с 1932 года (с перерывом) — к Кукморскому району Татарстана.

## Экономика и инфраструктура
В конце XIX столетия основными занятиями жителей посёлка являлись земледелие, скотоводство, некоторые промыслы.
С 1931 года в посёлке действуют сельскохозяйственные коллективные предприятия, с 2003 года — сельскохозяйственные предприятия в форме ООО.